# 542 TCN
542 TCN là một năm trong lịch La Mã.